# Municipio de Clinton (condado de Lycoming)
El municipio de Clinton  (en inglés: Clinton Township) es un municipio ubicado en el condado de Lycoming en el estado estadounidense de Pensilvania. En el año 2000 tenía una población de 3.947 habitantes y una densidad poblacional de 54.5 personas por km².

## Geografía
El municipio de Clinton se encuentra ubicado en las coordenadas 41°11′24″N 76°51′22″O / 41.19000, -76.85611.

## Demografía
Según la Oficina del Censo en 2000 los ingresos medios por hogar en la localidad eran de $35,231 y los ingresos medios por familia eran $42,011. Los hombres tenían unos ingresos medios de $24,967 frente a los $17,643 para las mujeres. La renta per cápita para la localidad era de $12,646. Alrededor del 8,1% de la población estaban por debajo del umbral de pobreza.